# جون أ. ناغي
جون أ. ناغي (بالإنجليزية: John A. Nagy)‏ هو مؤرخ عسكري ومؤرخ أمريكي، ولد في 1946، وتوفي في 1 أبريل 2016.

## وصلات خارجية
- جون أ. ناغي على موقع IMDb (الإنجليزية)